# Universiada de 2021
La XXXI Universiada de Verano fue un evento multideportivo para universitarios que se realizó del 28 de julio al 8 de agosto de 2023 en Chengdu (China).
En una primera instancia el evento se iba a desarrollar entre el 16 y el 27 de agosto de 2021, pero debido a la pandemia de COVID-19, el 2 de abril de 2021 anunciaron el aplazamiento del evento manteniendo el nombre de «Universiada de Chengdu 2021».

## Sedes

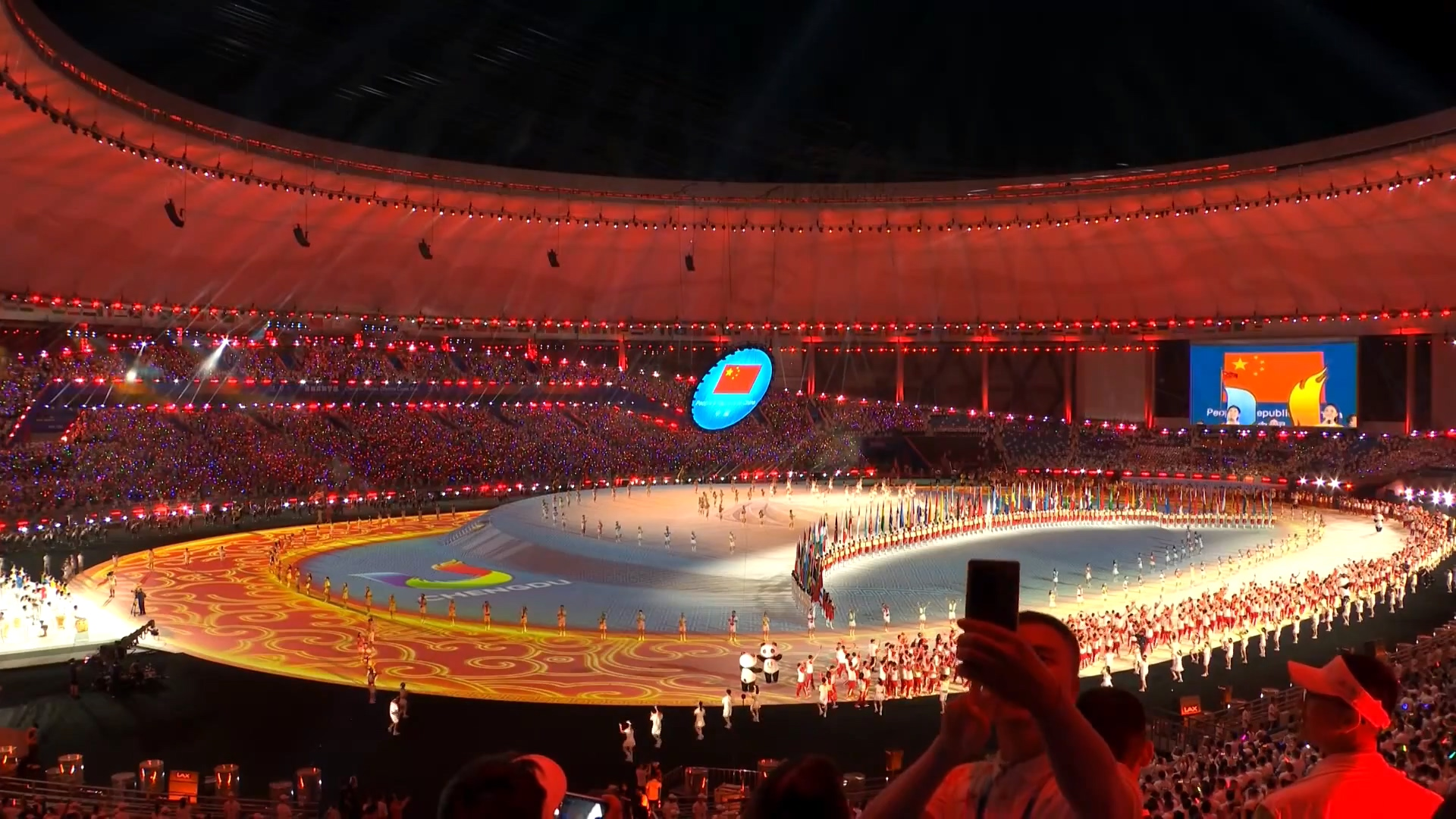
Ceremonia de apertura en el estadio Dong'an Lake Sports Park.

Las competiciones tuvieron lugar en diferentes instalaciones deportivas de Chengdu.
- Shuangliu Modern Pentathlon Centre Equestrian Arena – Tiro con arco
- Shuangliu Sports Centre Stadium – Atletismo
- Shuangliu Sports Centre Gymnasium – Bádminton
- Fenghuangshan Sports Park Gymnasium – Baloncesto
- Jianyang Cultural and Sports Centre Natatorium – Salto
- Pidu Sports Centre Gymnasium – Esgrima
- Dong'an Lake Sports Park Multi-Purpose Gymnasium – Gimnasia artística
- Chengdu Sports University Gymnasium – Gimnasia rítmica
- Jianyang Cultural and Sports Centre Gymnasium – Judo
- Sichuan Water Sports School – Remo
- Chengdu Shooting Sports School – Tiro
- Dong'an Lake Sports Park Aquatics Centre – Natación
- High-tech Zone Sports Centre Gymnasium – Tenis de mesa
- Wanjiang Campus Gymnasium, Sichuan University – Taekwondo
- Sichuan International Tennis Centre – Tenis
- Xipu Campus Gymnasium, Southwest Jiaotong University – Voleibol
- Shuangliu Modern Pentathlon Centre Swimming and Fencing Hall – Waterpolo
- Chengbei Gymnasium – Wushu

## Desarrollo

### Deportes
Las modalidades deportivas que se disputaron en las Universiadas de 2021 fueron:
| - Atletismo (50) - Bádminton (6) - Baloncesto (2) - Esgrima (12) - Gimnasia artística (14) - Gimnasia rítmica (8) - Judo (18) - Natación (42) - Remo (15) - Fútbol (15) - Salto (15) - Taekwondo (23) - Tenis (7) - Tenis de mesa (7) - Tiro (34) - Tiro con arco (10) - Voleibol (2) - Waterpolo (2) - Wushu (20) |

## Federaciones participantes
Un total de 120 federaciones enviaron delegaciones a la Universiada 2021.
| Federaciones participantes | |
| --- | --- |
| \| Albania (2) Argelia (47) Angola (2) Argentina (57)[7] Armenia (14) Australia (85)[8] Austria (29) Azerbaiyán (87) Bangladesh (2) Barbados (2) Bélgica (5) Botsuana (9) Brasil (151) Brunéi (2) Bulgaria (5) Burkina Faso (2) Burundi (7) Camboya (11) Cabo Verde (2) China (411) Colombia (25) Comores (2) República Democrática del Congo () Costa Rica (2) Croacia (13) Chipre (19) Chequia (94) Dinamarca (13) República Dominicana () Ecuador (2) Estonia (15) Etiopía () Guinea Ecuatorial (1) Fiyi (1) Finlandia (67) Francia (102) Gambia (2) Georgia (27) Alemania (163) Ghana (12) Grecia (26) Guatemala (2) Guayana (6) Haití (5) Honduras (2) Hong Kong (143) Hungría (105) India (231) Indonesia (45) Israel (5) Irán (83) Iraq (4) Italia (164) Jamaica (4) Japón (264) Kazajistán (87) Kenia (2) Kirguistán (16) Corea del Sur (250) Kuwait (3) \| Letonia (3) Líbano (7) Libia (6) Liechtenstein (1) Lituania (36) Luxemburgo (3) Macao (49) Madagascar (3) Malasia (66) Malí (2) Moldavia (17) Mongolia (80) Marruecos (10) Mozambique (2) Países Bajos (38) Nepal (18) Níger (36) Nigeria (75) Islas Mariana del Norte (2) Noruega (30) Omán (26) Pakistán (5) Palestina (2) Panamá (1) Perú (7) Filipinas (34) Polonia (198) Portugal (44) Catar (6) Rumania (41) Ruanda () Santo Tomé y Príncipe (1) Arabia Saudita (10) Senegal (8) Sierra Leona (3) Singapur (112) Eslovaquia (79) Eslovenia (25) Somalia (2) Sudáfrica (125) España (36) Sri Lanka (17) Suecia (13) Suiza (73) Siria (1) Taiwán (212) Tayikistán (6) Tanzania (2) Tailandia (43) Turquía (97) Turkmenistán (16) Uganda (36) Ucrania (58) Emiratos Árabes Unidos (4) Estados Unidos (189) Uruguay (2) Uzbekistán (66) Vietnam (7) Zambia (14) Zimbabue (7) \| | |
| Albania (2) Argelia (47) Angola (2) Argentina (57) Armenia (14) Australia (85) Austria (29) Azerbaiyán (87) Bangladesh (2) Barbados (2) Bélgica (5) Botsuana (9) Brasil (151) Brunéi (2) Bulgaria (5) Burkina Faso (2) Burundi (7) Camboya (11) Cabo Verde (2) China (411) Colombia (25) Comores (2) República Democrática del Congo () Costa Rica (2) Croacia (13) Chipre (19) Chequia (94) Dinamarca (13) República Dominicana () Ecuador (2) Estonia (15) Etiopía () Guinea Ecuatorial (1) Fiyi (1) Finlandia (67) Francia (102) Gambia (2) Georgia (27) Alemania (163) Ghana (12) Grecia (26) Guatemala (2) Guayana (6) Haití (5) Honduras (2) Hong Kong (143) Hungría (105) India (231) Indonesia (45) Israel (5) Irán (83) Iraq (4) Italia (164) Jamaica (4) Japón (264) Kazajistán (87) Kenia (2) Kirguistán (16) Corea del Sur (250) Kuwait (3) | Letonia (3) Líbano (7) Libia (6) Liechtenstein (1) Lituania (36) Luxemburgo (3) Macao (49) Madagascar (3) Malasia (66) Malí (2) Moldavia (17) Mongolia (80) Marruecos (10) Mozambique (2) Países Bajos (38) Nepal (18) Níger (36) Nigeria (75) Islas Mariana del Norte (2) Noruega (30) Omán (26) Pakistán (5) Palestina (2) Panamá (1) Perú (7) Filipinas (34) Polonia (198) Portugal (44) Catar (6) Rumania (41) Ruanda () Santo Tomé y Príncipe (1) Arabia Saudita (10) Senegal (8) Sierra Leona (3) Singapur (112) Eslovaquia (79) Eslovenia (25) Somalia (2) Sudáfrica (125) España (36) Sri Lanka (17) Suecia (13) Suiza (73) Siria (1) Taiwán (212) Tayikistán (6) Tanzania (2) Tailandia (43) Turquía (97) Turkmenistán (16) Uganda (36) Ucrania (58) Emiratos Árabes Unidos (4) Estados Unidos (189) Uruguay (2) Uzbekistán (66) Vietnam (7) Zambia (14) Zimbabue (7) |

## Medallero
País organizador
| Pos.  | País            | Oro | Plata | Bronce | Total |
| ----- | --------------- | --- | ----- | ------ | ----- |
| 1     | China           | 103 | 40    | 35     | 178   |
| 2     | Japón           | 21  | 29    | 43     | 93    |
| 3     | Corea del Sur   | 17  | 18    | 23     | 58    |
| 4     | Italia          | 17  | 18    | 21     | 56    |
| 5     | Polonia         | 15  | 16    | 12     | 43    |
| 6     | Turquía         | 11  | 12    | 12     | 35    |
| 7     | India           | 11  | 5     | 10     | 26    |
| 8     | China Taipéi    | 10  | 17    | 19     | 46    |
| 9     | Lituania        | 6   | 4     | 2      | 12    |
| 10    | Francia         | 5   | 8     | 10     | 23    |
| 11    | Irán            | 5   | 6     | 12     | 23    |
| 12    | Alemania        | 4   | 8     | 12     | 24    |
| 13    | Ucrania         | 4   | 4     | 3      | 11    |
| 14    | República Checa | 4   | 3     | 5      | 12    |
| 15    | Indonesia       | 4   | 3     | 0      | 7     |
| 16    | Hong Kong       | 4   | 1     | 7      | 12    |
| 17    | Hungría         | 3   | 8     | 6      | 17    |
| 18    | Portugal        | 3   | 4     | 0      | 7     |
| 19    | Sudáfrica       | 2   | 11    | 7      | 20    |
| 20    | Kazajistán      | 2   | 7     | 11     | 20    |
| 21    | Tailandia       | 2   | 4     | 6      | 12    |
| 22    | Países Bajos    | 2   | 3     | 4      | 9     |
| 23    | Suiza           | 2   | 1     | 4      | 7     |
| 24    | Estados Unidos  | 1   | 9     | 13     | 23    |
| 25    | Macao           | 1   | 3     | 3      | 7     |
| 26    | Eslovaquia      | 1   | 2     | 0      | 3     |
| 27    | Malasia         | 1   | 1     | 5      | 7     |
| 28    | Australia       | 1   | 1     | 4      | 6     |
| 29    | Jamaica         | 1   | 1     | 0      | 2     |
| 29    | Luxemburgo      | 1   | 1     | 0      | 2     |
| 29    | Uganda          | 1   | 1     | 0      | 2     |
| 32    | Finlandia       | 1   | 0     | 3      | 4     |
| 33    | Austria         | 1   | 0     | 1      | 2     |
| 33    | Bulgaria        | 1   | 0     | 1      | 2     |
| 35    | Ghana           | 1   | 0     | 0      | 1     |
| 36    | Uzbekistán      | 0   | 8     | 6      | 14    |
| 37    | Brasil          | 0   | 7     | 6      | 13    |
| 38    | Azerbaiyán      | 0   | 3     | 6      | 9     |
| 39    | Argelia         | 0   | 1     | 3      | 4     |
| 40    | Chipre          | 0   | 1     | 2      | 3     |
| 40    | Rumania         | 0   | 1     | 2      | 3     |
| 42    | Moldavia        | 0   | 1     | 1      | 2     |
| 43    | Brunéi          | 0   | 1     | 0      | 1     |
| 43    | Singapur        | 0   | 1     | 0      | 1     |
| 45    | Georgia         | 0   | 0     | 4      | 4     |
| 45    | Mongolia        | 0   | 0     | 4      | 4     |
| 47    | Vietnam         | 0   | 0     | 3      | 3     |
| 48    | Armenia         | 0   | 0     | 2      | 2     |
| 48    | España          | 0   | 0     | 2      | 2     |
| 50    | Bélgica         | 0   | 0     | 1      | 1     |
| 50    | Croacia         | 0   | 0     | 1      | 1     |
| 50    | Kirguistán      | 0   | 0     | 1      | 1     |
| 50    | Turkmenistán    | 0   | 0     | 1      | 1     |
| Total | Total           | 269 | 273   | 339    | 881   |

Fuente: FISU.net